# Węgierskie stacje telewizyjne

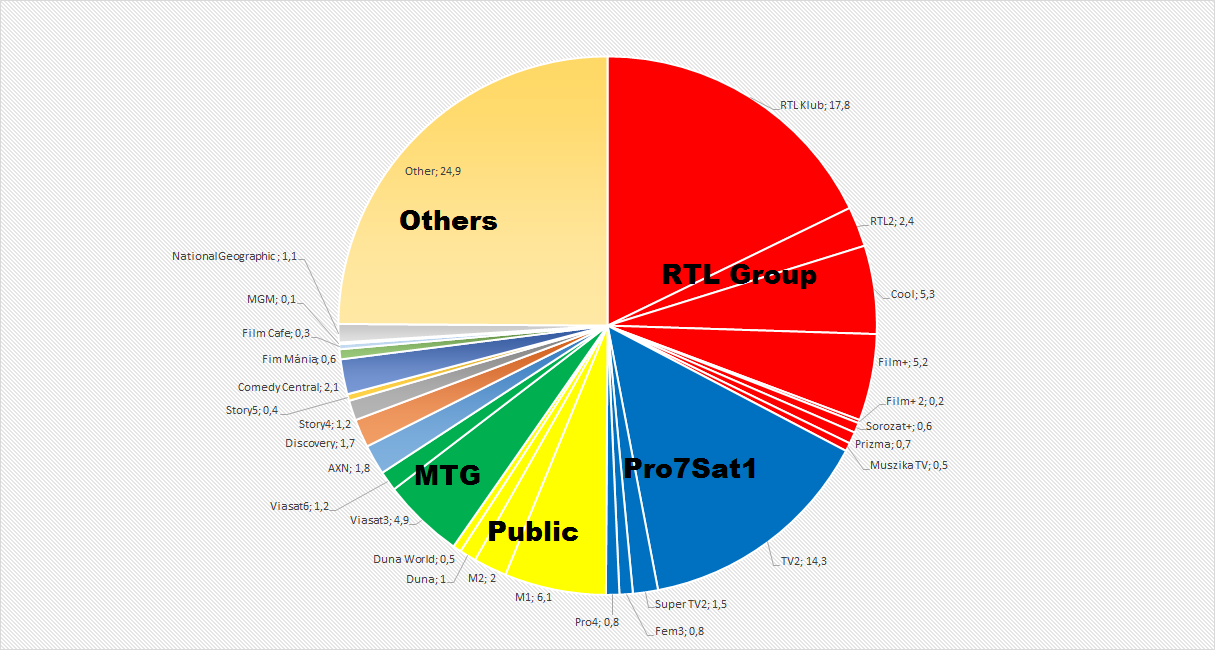
Oglądalność węgierskich stacji telewizyjnych w 2012 roku

## Obecne stacje

### Ogólne

#### Publiczne
- M1
- M2
- M4 Sport
- M5
- Duna Televízió
- Duna World

#### Komercyjne
- TV2
- RTL Klub

### Tematyczne

#### Filmowe
- Cinemax
- Cinemax 2
- Film Plus
- Film Plus 2
- Filmbox
- Hallmark
- HBO
- HBO 2
- AXN Crime
- AXN Sci-Fi
- HBO Comedy
- MGM Channel
- TCM

#### Dokumentalne
- Animal Planet
- Discovery Channel
- Discovery Civilisation
- Discovery Science
- Discovery Travel & Adventure
- National Geographic Channel
- Nautik TV
- NOE TV
- Spektrum
- Travel Channel
- TV Paprika
- Viasat History
- Viasat Explorer
- Zone Club
- Zone Reality

#### Sportowe
- Sport Klub
- Sport Klub+
- Eurosport
- Eurosport 2
- Extreme Sports Channel
- Sport 1
- Sport 2

#### Dzięciece
- Animax
- Boomerang
- Cartoon Network
- Disney Channel
- MiniMax
- TV2 Kids

#### Muzyczne
- FUN 1
- Music Max
- MTV Węgry
- Viva TV
- VH1

## Nieistniejące stacje
- 1994–2000 – TV3
- 1995–1996 – Top tv